# Союз МС-12
Союз МС-12 (№ 742, ISS-58S) — космічний політ до міжнародної космічної станції, під час якого доставлено трьох учасників експедиції МКС-59/60. Запуск здійснено 14 березня 2019 року за допомогою ракети-носія «Союз-ФГ» з космодрому Байконур, повернення на Землю — 3 жовтня 2019. Місія тривала 202 дні 6 год. 36 хв. Це 138-ї пілотований політ корабля «Союз», перший політ якого відбувся в 1967 році.

## Історія
Згідно плану польотів кораблів «Союз», запуск спочатку було заплановано на 30 березня 2019 року. Проте після аварії корабля Союз МС-10 11 жовтня 2018 року графік польотів та склад екіпажу було змінено.

## Екіпаж
| Олексій Овчинін | Командир екіпажу | 2 | Роскосмос |
| Тайлер Хейг     | Бортінженер № 1  | 1 | НАСА      |
| Крістіна Кох    | Бортінженер № 2  | 1 | НАСА      |

| Олександр Скворцов | Командир екіпажу | 3 | Роскосмос |
| Лука Пармітано     | Бортінженер № 1  | 2 | ЄКА       |
| Ендрю Морган       | Бортінженер № 2  | 1 | НАСА      |

| Олексій Овчинін   | Командир екіпажу | 2 | Роскосмос |
| Тайлер Хейг       | Бортінженер № 1  | 1 | НАСА      |
| Хазза аль-Мансурі | Бортінженер № 2  | 1 | MBRSC     |

У лютому 2018 року основний екіпаж корабля проходив підготовку до польотів у складі космонавтів Роскосмоса Олега Скрипочки, Андрія Бабкіна та астронавта НАСА Шеннона Волкера. У квітні 2018, у зв'язку із рішенням про скорочення російських екіпажів на МКС, з основного екіпажу було виведено Андрія Бабкіна та екіпаж скоротився до двох осіб.
20 червня 2018 року Роскосмос підписав попередню угоду з Космічним агентством ОАЕ про підготовку до польоту та польоту тривалістю близько 10 днів космонавту з ОАЕ. Його повернення планувалось з екіпажем Союз МС-10. Після аварії корабля Союз МС-10 11 жовтня 2018 року було повідомлено, що зі складу екіпажу виключено космонавта з ОАЕ через відсутність корабля для повернення на Землю.
3 грудня 2018 року Роскосмос повідомив узгоджене рішення з НАСА, що до складу екіпажу «Союз МС-12» увійдуть Олексій Овчінін та Телер Хейг, які були на кораблі «Союз МС-10», а також астронавт НАСА Крістіна Кук.
До складу екіпажу повернення увійшли Олексій Овчінін, Телер Хейг, а також космонавт ОАЕ Хазза аль-Мансурі, який провів на МКС 8 днів (прибув на станцію на кораблі Союз МС-15). Крістіна Кох тим часом продовжила працювати на МКС.

## Запуск та політ
Запуск корабля здійснено 14 березня 2019 року о 19:14:09 (UTC) з космодрому Байконур. Зближення із МКС відбувалося протягом чотирьох обертів. Стикування відбулося в автоматичному режимі 15 березня о 01:01 (UTC). Через дві години космонавти перейшли на борт МКС. Союз МС-12 також доставив 126,9 кг вантажу (обладнання, засоби забезпечення життєдіяльності та особисті речі космонавтів).
3 жовтня 2019 о 07:37 (UTC) корабель із трьома космонавтами на борту (Олексій Овчинін, Нік Хейг та Хазза аль-Мансурі) відстикувався від МКС та об 11:00 (UTC) успішно приземлився на території Казахстану.

## Галерея

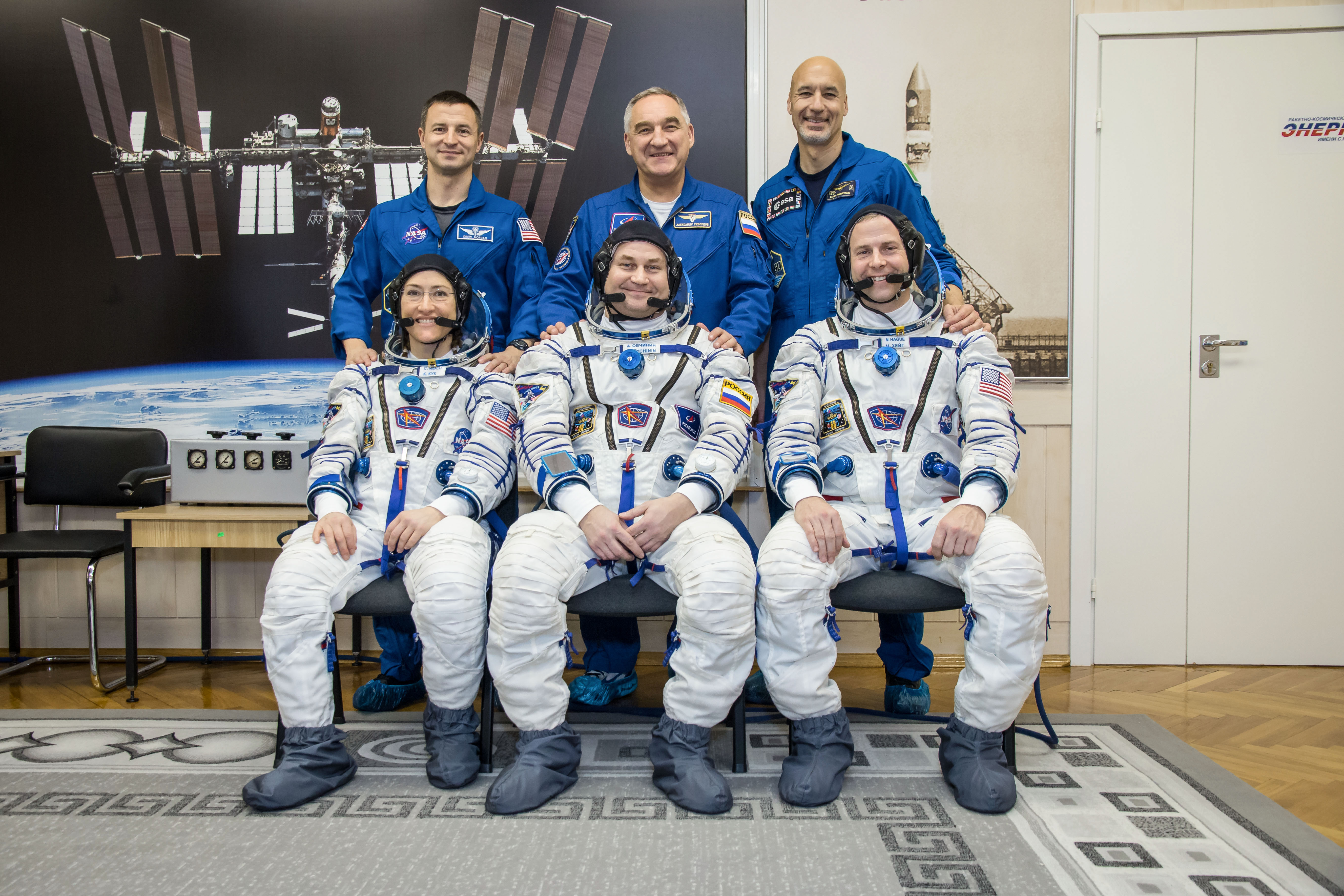
Основний та дублюючий екіпаж
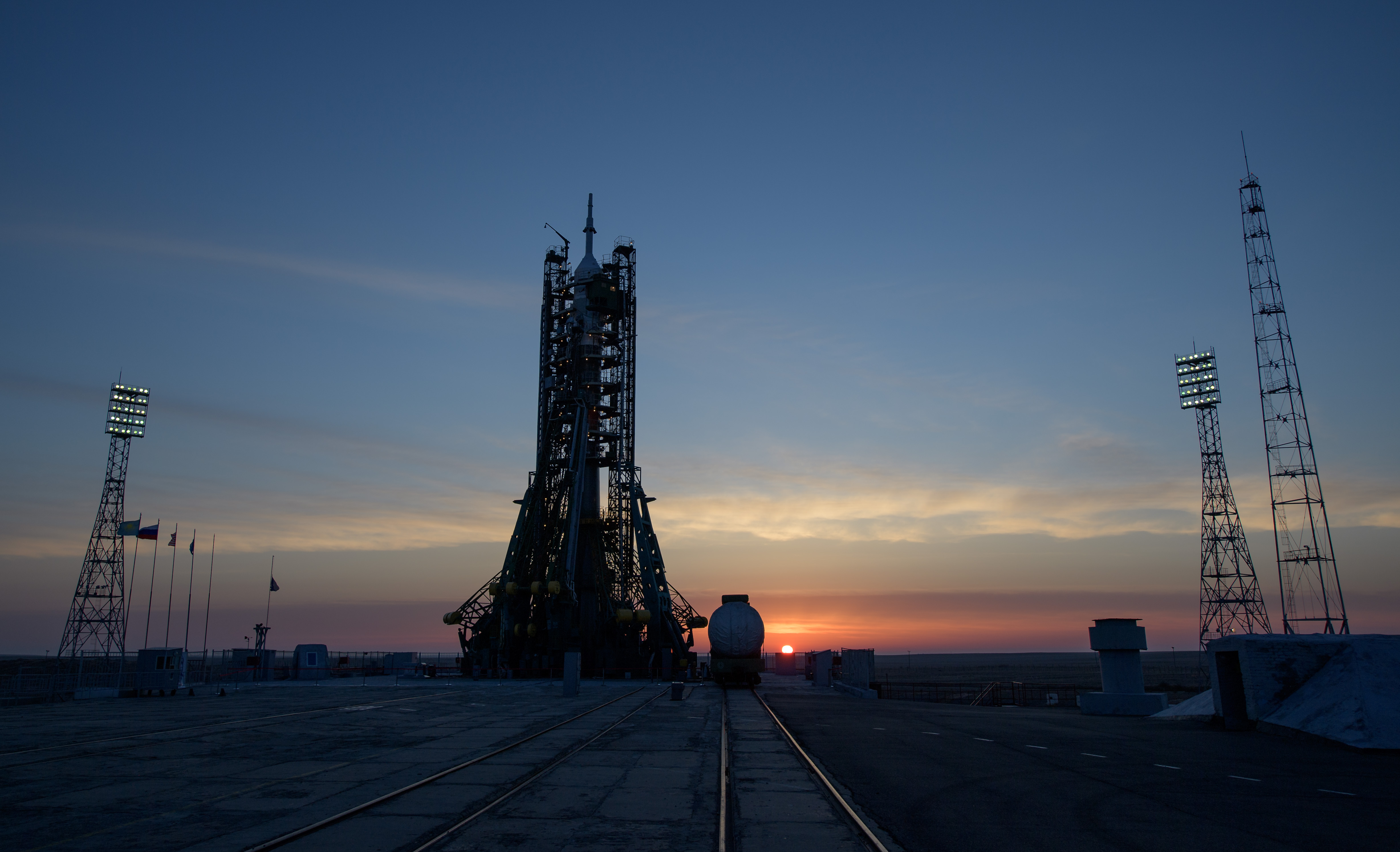
Корабель на стартовому майданчику
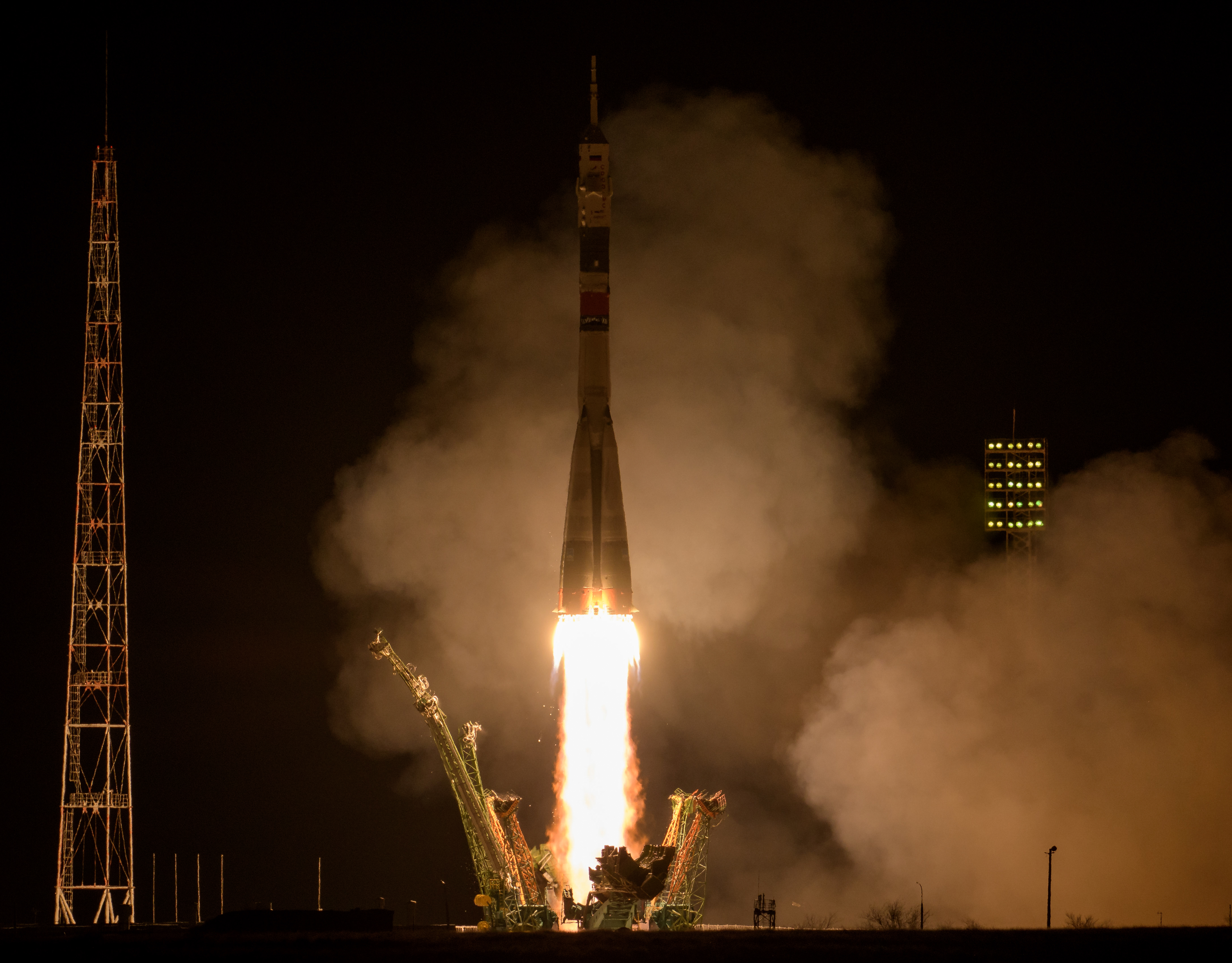
Запуск
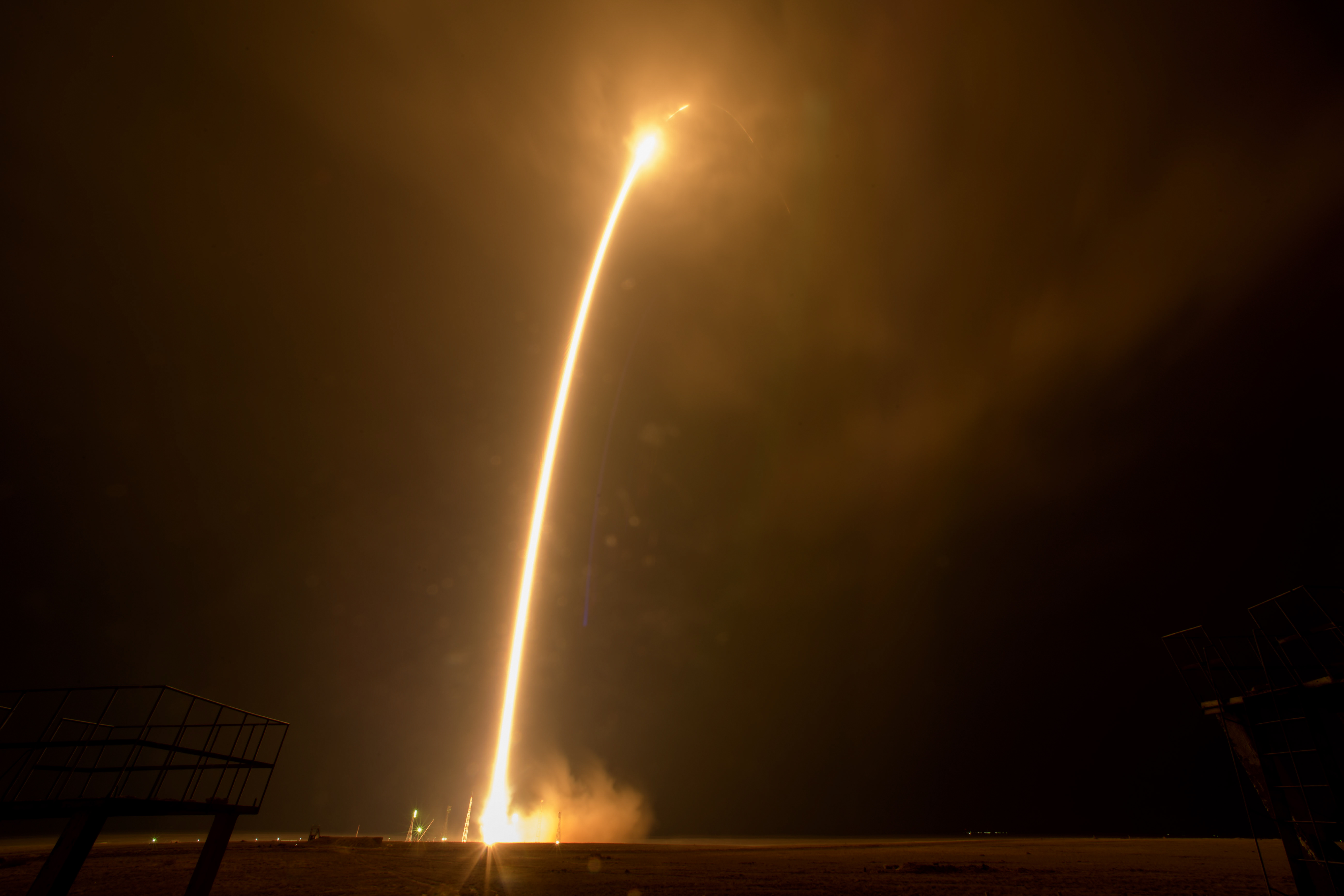
Запуск
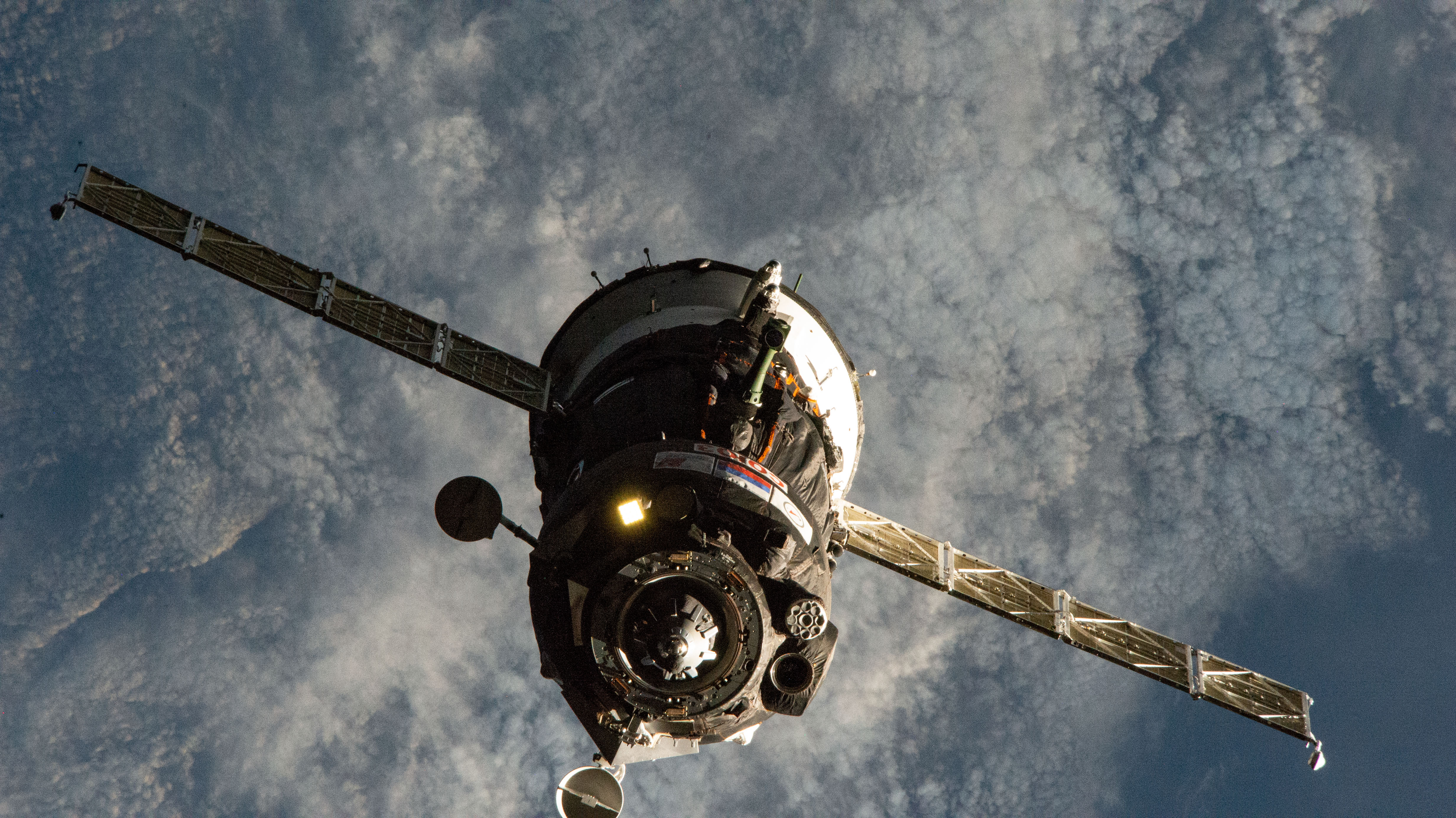
Корабель під час зближення з МКС, 15.03.2019
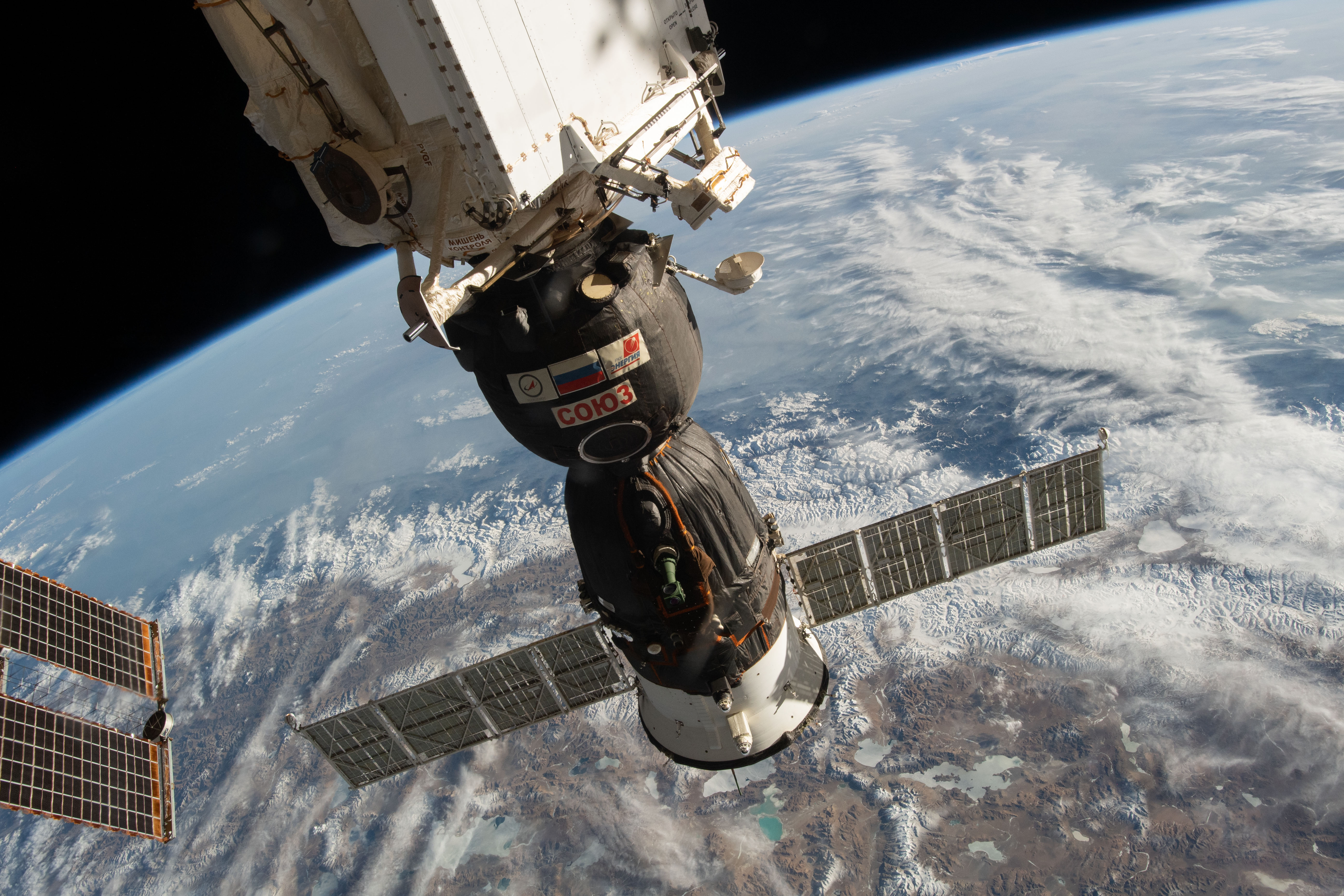
Корабель, пристикований до МКС